# Distretti congressuali dell'Oklahoma

Distretti congressuali dell'Oklahoma

Lo Stato dell'Oklahoma è diviso in 5 distretti congressuali, ognuno rappresentato da un delegato alla Camera dei rappresentanti degli Stati Uniti.
I distretti sono tutti attualmente rappresentati al 119º Congresso degli Stati Uniti d'America da repubblicani.

## Distretti e rispettivi rappresentanti
| Distretto | Rappresentante | Partito      | CPVI | In carica dal    | Mappa del distretto |
| --------- | -------------- | ------------ | ---- | ---------------- | ------------------- |
| 1°        | Kevin Hern     | Repubblicano | R+11 | 13 novembre 2018 |                     |
| 2°        | Josh Brecheen  | Repubblicano | R+28 | 3 gennaio 2023   |                     |
| 3°        | Frank Lucas    | Repubblicano | R+23 | 10 maggio 1994   |                     |
| 4°        | Tom Cole       | Repubblicano | R+17 | 3 gennaio 2003   |                     |
| 5°        | Stephanie Bice | Repubblicano | R+9  | 3 gennaio 2021   |                     |

## Cronologia delle configurazioni
Le tabelle riportano le mappe dei confini dei distretti congressuali dello stato dell'Oklahoma, presentati in maniera cronologica. Vengono mostrati tutti i cicli di modifica periodica dei distretti dal 1973 ad oggi.
| Anno      | Cartina dello stato | Focus su Oklahoma City |
| --------- | ------------------- | ---------------------- |
| 1973–1982 |                     |                        |
| 1983–1992 |                     |                        |
| 1993–2002 |                     |                        |
| 2003–2013 |                     |                        |
| 2013–2023 |                     |                        |
| Dal 2023  |                     |                        |

## Distretti obsoleti
- Distretto congressuale at-large dell'Oklahoma
- Distretto congressuale at-large del Territorio dell'Oklahoma
- 6º Distretto congressuale dell'Oklahoma
- 7º Distretto congressuale dell'Oklahoma
- 8º Distretto congressuale dell'Oklahoma